# Koninklijke familie van Zweden
De koninklijke familie van Zweden is de dynastie Bernadotte.

Wapen van het Huis Bernadotte

## Leden
De koninklijke familie van Zweden bestaat onder meer uit de volgende leden (inclusief titels):
- Carl XVI Gustaf van Zweden, koning van Zweden, hertog van Jämtland.
- Silvia Sommerlath, koningin van Zweden.
- Victoria van Zweden, kroonprinses van Zweden, hertogin van Västergötland.
- Daniël Westling Bernadotte, prins van Zweden, hertog van Västergötland.
- Estelle van Zweden, prinses van Zweden, hertogin van Östergötland.
- Oscar van Zweden, prins van Zweden, hertog van Skåne.
- Carl Philip van Zweden, prins van Zweden, hertog van Värmland.
- Sofia Hellqvist, prinses van Zweden, hertogin van Värmland.
- Madeleine van Zweden, prinses van Zweden, hertogin van Hälsingland en Gästrikland.
- Leonore van Zweden, prinses van Zweden, hertogin van Gotland.
- Nicolas van Zweden, prins van Zweden, hertog van Ångermanland.

#### Koning Carl XVI Gustaf
Carl Gustaf Folke Hubertus is onder de naam Karel XVI Gustaaf de huidige monarch van Zweden. Hij volgde zijn opa, koning Gustaf VI Adolf, op als koning van Zweden. Hij was toen 27 jaar oud.
Zijn ouders waren Gustaf Adolf, erfprins van Zweden en prinses Sybilla. Omdat Gustaf Adolf vroeg overleed werden beide ouders nooit kroonprins(es) van Zweden.

#### Koningin Silvia
Silvia Renate Sommerlath is een half Duits, half Braziliaanse vrouw. Ze ontmoette de koning op de Olympische Spelen in 1972, te München. Door haar huwelijk met de toenmalige kroonprins verkreeg zij lidmaatschap tot het Zweeds koninklijk huis en de titel kroonprinses van Zweden. Later werd zij door de troonsbestijging van haar man koningin van Zweden.

#### Kroonprinses Victoria
Victoria Ingrid Alice Désirée is het oudste kind van koning Carl XVI Gustaf en koningin Silvia. Ze werd geboren op 14 juli 1977. Ze kreeg niet de titel kroonprinses. Door de toenmalige grondwet konden vrouwen geen staatshoofd worden in Zweden. Haar in 1978 geboren broertje, prins Carl Philip, werd dus kroonprins van Zweden. Door een wetswijziging in 1979, waardoor vrouwen wel staatshoofd konden worden, kreeg zij de titel kroonprinses van Zweden en was haar broertje kroonprins af. In 1980 kreeg ze door de Zweedse koning de titel hertogin van Västergötland toegekend.

#### Prins Daniël
Olof Daniël Westling Bernadotte is door zijn huwelijk met kroonprinses Victoria prins van Zweden en hertog van Västergötland.

#### Prinses Estelle
Estelle Silvia Ewa Mary is het eerste kind van kroonprinses Victoria en prins Daniël. Bij haar geboorte op 23 februari 2012 kreeg zij de titels prinses van Zweden en hertogin van Östergötland. 

#### Prins Carl Philip
Carl Philip Edmund Bertil werd geboren in 1978 en was gedurende zijn eerste levensjaar kroonprins van Zweden. Door de wetswijziging in 1979, die vrouwen ook toestond troonopvolger te worden, kreeg zijn oudere zuster, Victoria, echter voorrang. Naast de titel prins van Zweden draagt Carl Philip ook de titel hertog van Värmland.

#### Prinses Sofia
Sofia Kristina Hellqvist is sinds 13 juni 2015 de vrouw van prins Carl Philip. Door haar huwelijk mag ze de titels van haar man voeren. Zodoende is zij prinses van Zweden en hertogin van Värmland.

#### Prinses Madeleine
Madeleine Thérèse Amelie Josephine is het derde kind en de tweede dochter van koning Carl XVI Gustaf en koningin Silvia. Ze draagt naast haar titel prinses van Zweden ook de titel hertogin van Hälsingland en Gästrikland. Op 8 juni 2013 trouwde ze met Christopher O'Neill. Omdat Madeleine geen kroonprinses is, kreeg haar man bij het huwelijk geen adellijke titels toegekend.

#### Prinses Leonore
Leonore Lilian Maria is het oudste kind van prinses Madeleine en haar echtgenoot Christopher O'Neill. Ze kreeg bij haar geboorte op 20 februari 2014 de titels prinses van Zweden en hertogin van Gotland.

#### Prins Nicolas
Nicolas Paul Gustav werd op 15 juni 2015 geboren en is het tweede kind en de oudste zoon van prinses Madeleine en haar man Christopher O'Neill. Bij zijn geboorte kreeg hij de titels prins van Zweden en hertog van Ångermanland.

## Troonopvolging
De huidige lijn van troonopvolging is:
1. Kroonprinses Victoria
2. Prinses Estelle
3. Prins Oscar
4. Prins Carl Philip
5. Prins Alexander
6. Prins Gabriel
7. Prins Julian
8. Prinses Ines
9. Prinses Madeleine
10. Prinses Leonore
11. Prins Nicolas
12. Prinses Adrienne